# Мирзазаде, Бёюкага Мешади оглы
Бёюкага Мешади оглы Мирзазаде (азерб. Böyükağa Məşədi oğlu Mirzəzadə; 21 февраля 1921, Баку Азербайджанская ССР — 3 ноября 2007, Баку, Азербайджанская Республика) — азербайджанский художник, профессор, народный художник Азербайджанской ССР (1967).

## Биография
В 1939 году Беюкага Мирзазаде окончил Бакинский художественный техникум, где одним из его учителей был Азим Азимзаде. В 1940 году Мирзазаде поступил в Московский художественный институт, но не смог окончить своё обучение из-за начавшейся Великой Отечественной войны. В последующие годы Бёюкага Мирзазаде учился в Азербайджанском государственном университете культуры и искусства. После окончания образования он работал преподавателем в Бакинском художественном техникуме, а также художником. Мирзазаде являлся заведующий кафедры в Азербайджанском государственном университете культуры и искусства, и профессором Азербайджанской художественной Академии.
Произведения художника хранятся и экспонируются в Азербайджанском государственном музее искусств в музее Азербайджанской литературы имени Низами Гянджеви и в Бакинском музее современного искусства. Бёюкага Мирзазаде зарекомендовал себя как прекрасный театральный художник, он автор сценического оформления для 20 спектаклей. Мирзазаде являлся лауреатом государственной премии Азербайджанской республики. Художник неоднократно выставлялся в советском союзе и за его пределами.

## Награды
- Орден «Слава» (20.02.1998) — за заслуги в развитии азербайджанского изобразительного искусства[1]
- Орден Трудового Красного Знамени (20.02.1981)
- Орден «Знак Почёта» (09.06.1959)
- Заслуженный деятель искусств Азербайджанской ССР (24.05.1960)
- Народный художник Азербайджанской ССР (07.07.1967)
- Государственная премия Азербайджанской ССР имени Узеира Гаджибекова (1967)
- медали
- Персональная стипендия Президента Азербайджанской Республики (11.06.2002)[2]